# Fräulein Wunder
Fräulein Wunder foi uma banda alemã de pop rock, formada em Friedberg, Hesse, em 2006.

## História
O quarteto se encontrou em 2006 em um lugar onde seus ídolos musicais regularmente vão. Em 2007, elas escreveram suas primeiras músicas, e mais tarde, seguida com suas primeiras aparições. Inicialmente, o grupo foi formado sob o nome de "Puppenblut", mas elas trocaram para sHERO até 2008. Em um de seus concertos, elas foram descobertas por uma gravadora. A banda brevemente publicou seu primeiro álbum em 29 de Agosto de 2008. Elas rapidamente lançaram seu primeiro single, Wenn ich ein Junge wär, que ficou em #16 na parada de singles alemã.  Em Agosto e Julho de 2008, a banda foi ao ar no "Band Diaries" no canal de TV VIVA. Em 2009, a banda representou Hesse em no concurso Bundesvision Song Contest e alacançaram o sexto lugar com sua música Sternradio. Em maio de 2011, Steffy revelou em uma entrevista ao Burning-Music.de que o grupo havia se separado.

## Integrantes
- Vocal: Chanty (Jana Chantal Franziska) Loch
- Guitarra: Kerstin Klein
- Baixo: Steffy (Stefanie) Spänkuch
- bateria: Pia Gottwals

## Discografia

### Álbuns
- Fräulein Wunder (2008)

### Singles
- Wenn ich ein Junge wär
- Mein Herz ist Gift für Dich